# 跨宗教婚姻
跨宗教婚姻是指信仰不同宗教的人組成的婚姻。有些宗教禁止跨宗教婚姻，而其他宗教则允许，每個宗教的规定各有不同。约三分之二的穆斯林、印度教教徒和犹太人坚决反对跨宗教婚姻。在跨宗教婚姻中，夫妻雙方通常會繼續自己原先的宗教信仰。在这种联姻中可能出现的一个问题是雙方要在何種宗教習俗下抚养子女。